# Gunhild Kulander

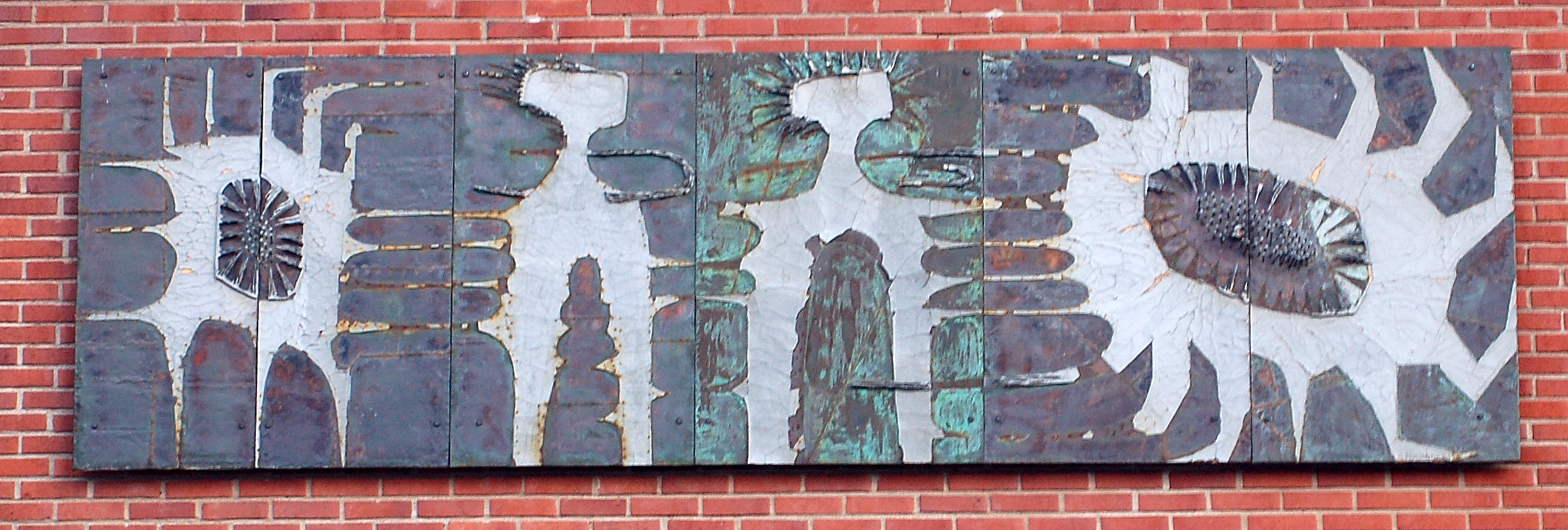
Fasadutsmyckning på Hemvägen i Karlstad av Gunhild Kulander

Gunhild Emma Amalia Kulander, ogift Höglund, född 18 januari 1925 i Umeå, död 27 november 1996 i Gräsmarks församling i Värmlands län, var en svensk konsthantverkare.
Gunhild Kulander utbildade sig först med en kemi-ingenjörsexamen – en av de första kvinnliga i Sverige – men då hon drabbades av polio gav hon upp karriären inom detta område. Som konstnär har hon ingen formell utbildning utan är helt autodidakt verksam som skulptör och bildkonstnär. Hon utvecklade sin helt egna teknik med kemisk metall, spik, läder och kopparplåt under resor i Indien, Anderna och Amazonas. Hon flyttade till Värmland 1956 och bosatte sig senare på Kymdsbergs herrgård i Gräsmark. I ett av hörnrummen på första våningen hade hon sin ateljé. Arbetsredskapen var enkla, en plåtsax, en hammare och en kniv. Arbetsbordet var en rund spånskiva med pappaskar med olika sorters spik. Hennes gedigna kemikunskaper kom väl till pass, och hon utvecklade så småningom en speciell kemisk metall som skulle bli ett signum för hennes konstverk. Det är en plastic padding som är mjukare, har större elasticitet och är betydligt billigare än brons. Som konstnär var hon mycket produktiv och det finns över tusen stycken alster som bär hennes signatur. Hon har haft separatutställningar i Stockholm, Oslo och London samt en minnesutställning på Rackstadmuseet i Arvika 2014. Vid sidan av sitt konstnärskap arbetade hon som lärare.
Bland hennes offentliga utsmyckningar finns Levande bakgrund till blåsten som är en fasadutsmyckning i bostadsområdet Hemvägen, Våxnäs. Karlstad, en entrévägg i TV-huset Stockholm, dåvarande Länssparbanken i Karlstad samt Musikhögskolan i Ingesund.  
Hon är representerad på Moderna museet  med Spikbollen, Värmlands museum och ett flertal kommuner. Hon tilldelades Nya Wermlands-Tidningens kulturpris och medalj 1982.
Hennes engagemang för Gräsmarks hembygdsförening och kyrkan var stort och hon var aktiv i hembygdens utveckling, bland annat i protesten mot Kymmenprojektet där hon var med och arrangerade manifestationer, bland annat kedjade man fast sig vid grävmaskinerna, för att förhindra byggandet av en kraftverksdamm vid Kymmen.
Gunhild Kulander var 1948–1956 gift med Hans Erik Kulander (19213–2006). Hon är begravd på Gräsmarks kyrkogård.